# 縁故資本主義
縁故資本主義（えんこしほんしゅぎ、英語: Crony capitalism）、また権貴資本主義（けんきしほんしゅぎ、中国語: 权贵资本主义/裙带资本主义/官僚资本主义）とは、政治家は官僚・役員・利益団体などと「密接な個人関係」で癒着しながら、国の経済を運営する体制を指す。国家が人脈に頼りすぎて不健康な経済体制になった時には、批判用語として使う。
法的許認可、政府認可、優遇税制措置、公共事業発注先の選定に不公平さが見られるときにこう呼ばれる。縁故資本主義は資本主義の根幹となる市場経済による効率的な資源配分、競争力の向上、技術革新を阻害する一方、特定階層による経済支配を固定化することで経済的格差を助長する、政府官僚や政治家と大企業との癒着による経済支配といえる。
例として、1997年のアジア通貨危機前のアジア各国の経済が挙げられる。例えばIMFによる韓国救済の局面では、IMFが救済条件の一つして縁故資本主義を解消するために財閥解体を求めた。